# Noburō Ōfuji
Noburō Ōfuji (大藤 信郎, Ōfuji Noburō) (Asakusa, 1 de junho de 1900 — Tóquio, 28 de julho de 1961), foi um animador e realizador de cinema japonês. É considerado pioneiro na produção da animação japonesa e foi um dos primeiros animadores nipónicos reconhecidos no Ocidente, tornando-se um dos mais notáveis autores de anime na primeira metade do século XX, onde começou por trabalhar com animação de recortes e com silhuetas de cores chamadas chiyogami, também criou uma série de filmes, utilizando a animação tradicional. Ele treinou com Jun'ichi Kōuchi antes de iniciar sua própria empresa.

## Filmografia
- Hanamizake (1924)
- Kemurigusa monogatari (1924)
- Noroma no oyaji (1924)
- Kirigami zaiku Saiyuki: Songoku monogatari (1926)
- Baguda-jō no tōzoku (馬具田城の盗賊) (1926)
- Kujira (鯨) (1927)
- Mikansen (1927)
- Yaji-Kita jigoku gokuraku (1927)
- Chinsetsu Yoshida goten (珍説吉田御殿) (1928)
- Hoshi (1928)
- Kirinuki urashima (1928)
- Kogane no hana (1929)
- Usotsuki-jō (1929)
- Kuronyago (1929)
- Jidō shōka eiga: Muramatsuri (村祭) (1930)
- Komainu no me (1930)
- Osekisho (1930)
- Kokka kimigayo (1931)
- Haru no uta (春の唄) (1931)
- Kokoro no chikara (1931)
- Musashiyama to Asashio no chin-zumō (1931)
- Kaeru san-yushi (1933)
- Numa no taisho (1933)
- Saiyuki (1934)
- San-ba no chō (1934)
- Tengu taiji (1934)
- Chinkoroheibei tamatebako (ちんころ平平玉手箱) (1936)
- Dosei (1936)
- Dango no yukue (1937)
- Katsura hime (1937)
- Sora no arawashi - Sensen manga (1938)
- Warae yamaotoko (1938)
- Yakko no Takohei: Otomo wa tsuyoi ne (1938)
- Umi no arawashi (1939)
- Kodomo to kōsaku (1941)
- Mare-oki kaisen (1943)
- Kumo no itō (1946)
- Yuki no yo no yume (1947)
- Kuma ni kuwarenu otoko (1948)
- Shaka (釈迦) (1948)[2]
- Taisei shakuson (1949)
- Seisho genso-fu: Adam to Eve (1951)
- Kujira (くじら) (1952)
- Taisei shakuson (1952)
- Hana to chō (1954)
- Kojiki sho: Amano iwato-biraki no maki (1955)
- Yūreisen (幽霊船) (1956)
- Kojiki monogatari dai nihen: Yamatano-orochi taiji (1956)
- Kojiki monogatari: Okuni no mikoto to inaba no usagi (1957)
- Kojiki monogatari: Tenson korin no maki (1958)
- Kojiki monogatari: Koson-ke no mittsuno takara (1959)
- Shaka no shogai (釈迦の生涯) (1961)[3][4]